# Саутгемптон (остров)
Саутге́мптон (англ. Southampton Island) — крупный остров в Канадском Арктическом архипелаге, расположен у входа в Гудзонов залив. Территориально относится к региону Киватин территории Нунавут.

## География

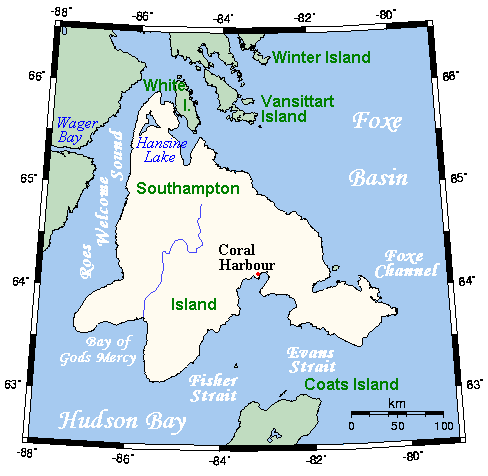
Карта Саутгемптона

Остров лежит на границе между Гудзоновым заливом и заливом Фокс. От континентального побережья на западе его отделяют проливы Рос-Уэлком и Не-Ультра. На юге Саутгемптон и остров Котс разделяют проливы Фишер и Эванс. Восточное побережье острова омывается проливом Фокс, а северное — проливом Фрозен-Стрейт. Административно Саутгемптон относится к региону Киватин территории Нунавут.
Форма острова близка к треугольной, максимальная длина — 340 км, ширина — 355 км. Площадь составляет 41 214 км². Он занимает 34-е место по площади в мире и 9-е в Канаде. Длина береговой линии 1944 км. В юго-восточной части острова расположен полуостров Белл, омываемый проливом Эванс.
На Саутгемптоне выделяются две основных формы рельефа. Его северная и северо-восточная часть, сложённая докембрийскими породами (гнейсами) Канадского щита, представляет собой холмистую возвышенность с высотами до 400 м (согласно Британской энциклопедии — до 600 м) над уровнем моря. Восточное побережье, омываемое проливом Фокс, обрывается в него крутыми утёсами. Юг и юго-запад, напротив, сложены из палеозойских пород (в частности, известняков) и представляют собой низменную (до 200 м над уровнем моря) равнину с незначительными изменениями высот. Разбросанные по равнине валуны и глинистый гравий придают равнине пустынный облик, встречаются поверхностные выходы древних рифов. Часто встречаются известняковые гряды, поднимающиеся над окружающей равниной на высоты до 120 м. Необычная форма рельефа в более возвышенной части острова — так называемые «сараевидные холмы» — отдельно стоящие высокие скальные образования с крутыми стенами, сходные с известняковыми плато большего размера. Самый известный из таких холмов известен как Кингатуак (с инуктитут — «Единственный холм»). В возвышенной части острова имеется большой объём ледниковых отложений. Высшая точка острова — вершина Матиасен в гряде холмов Портслид (высота 611 м над уровнем моря).
Крупнейшая река острова, Боас, берёт своё начало в его возвышенной части и течёт, петляя, между многочисленных озёр. В устье Боаса расположено большое количество небольших плоских островов; река в этой своей части достигает примерно мили в ширину при глубине от 15 до 60 см, а в период весенних паводков становится заметно шире и глубже. Впадает в залив Годс-Мерси на юге. Имеются также реки Кирхоффер (с водосборным бассейном вдоль пролива Фокс, текущая по возвышенной части острова, изобилующая порогами и водопадами высотой до 10 м) и Рейнджер (текущая из района сараевидных холмов по извилистому руслу на равнине).
На острове южноарктический климат. Среднегодовая температура около −11 °C. (-24,5 °C зимой и 3 °C летом; зимние температуры на 2 градуса ниже в гористой части острова). В год выпадает от 200 до 300 мм осадков. Большую часть лета берег покрыт льдом, часты туманы.

## Флора и фауна
Основные почвы на острове — перемешанный и статичный криосол на наносных (в том числе моренных) породах. Под верхним слоем почв залегает сплошной слой вечной мерзлоты с низким содержанием льда в возвышенных районах и средним содержанием льда (в виде ледяных клиньев) в низменной.
Южная часть острова почти полностью покрыта растительностью, характерной для южноарктической кустарничковой тундры и включающей берёзу карликовую, иву, багульник болотный, различные виды дриады и вакциниума. Во влажных районах преобладают ива, осоки и мхи. В возвышенной северо-восточной части в растительном покрове встречаются разрывы. В тёплых местах кустарники более высокие, встречается ольха.
Типичные обитатели юга острова — белый медведь, волк, песец, арктический беляк, хорёк, горностай, росомаха, карибу. В возвышенных районах обитают также овцебыки. Среди птиц — тундряная куропатка, различные хищные, морские и водоплавающие птицы. В водах вокруг острова встречаются киты, тюлени и моржи.

## Население

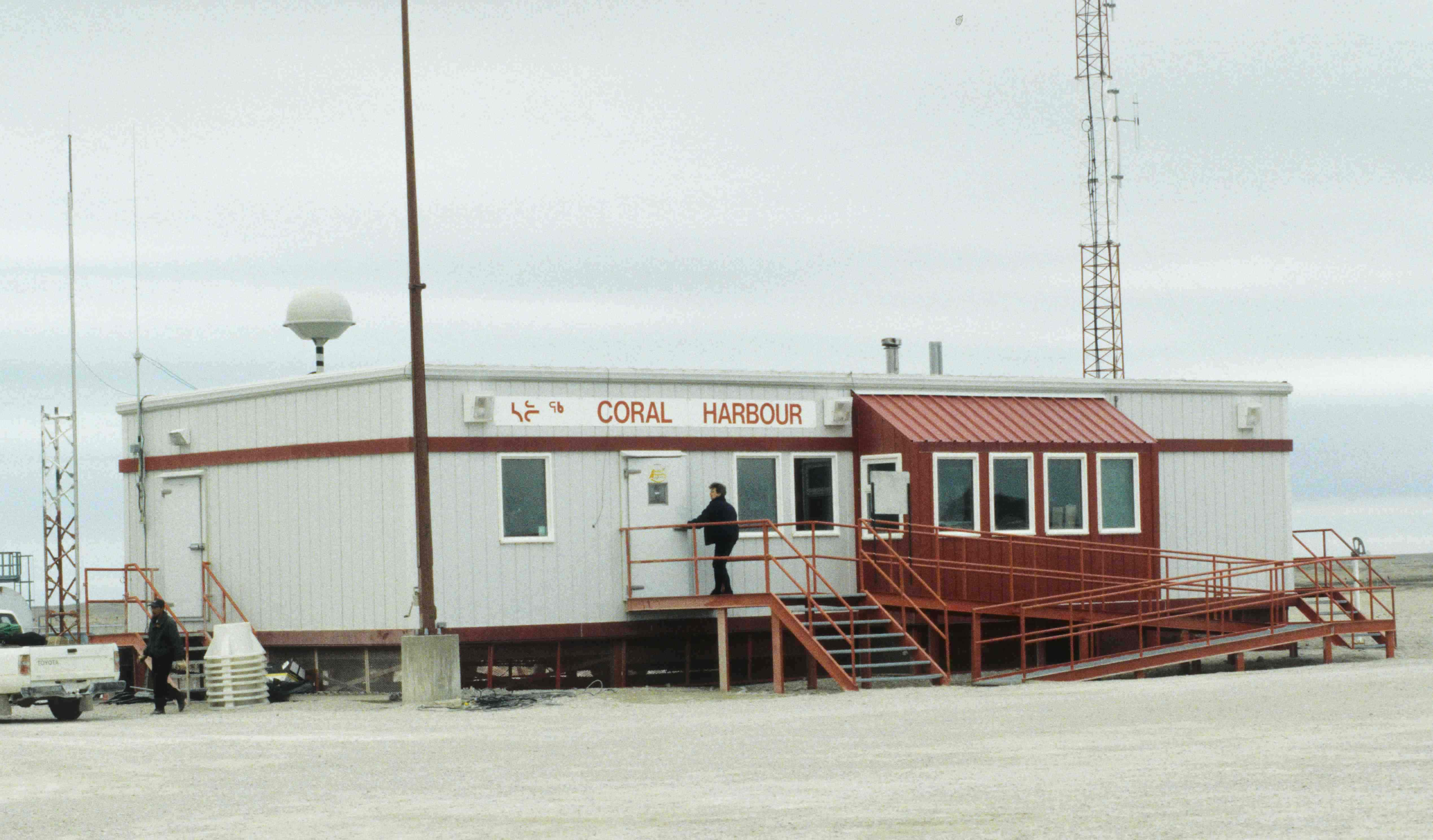
Аэропорт Корал-Харбор

Единственное поселение на Саутгемптоне — Корал-Харбор, население которого согласно переписи 2016 года составляло 891 человек. Расположен в глубине большого залива Корал-Бей к западу от полуострова Белл. У близлежащего залива Мунн-Бей расположены база Королевской канадской конной полиции, лётное поле и метеорологическая станция.
Остров Саутгемптон входит в число немногих территорий в Канаде, где нет перехода на зимнее время.

## История
Первыми европейцами, наблюдавшими остров, стали члены экспедиции Томаса Баттона в 1613 году. Открытая ими земля получила имя в честь Генри Ризли, графа Саутгемптона — это название, первоначально данное Баттоном одному мысу, постепенно распространилось на весь остров. В 1615 году его наблюдали Уильям Баффин и Роберт Байлот. Предположение о том, что эта земля представляет собой остров, было высказано только после плавания капитана Мидлтона в 1742 году, а доказано только в 1821 году, когда экспедиция Парри прошла вокруг северо-восточного побережья и по проливу Фрозен-Стрейт. Три года спустя проливом Рос-Уэлкам прошёл капитан Джордж Лайон, высадившись на острове Котс.
О самом острове Саутгемптон и его обитателях ничего не было известно до посещений его китобойным капитаном Комером в 1890—1900-е годы. В 1919 году Генри Ток Манн стал первым белым, пересекшим остров Саутгемптон по суше. В дальнейшем посещения исследователей стали более частыми, а в 1924 году Компания Гудзонова залива основала торговый пост в Корал-Харборе.